# Холоденко, Вадим Тимурович
Вади́м Тиму́рович Холоде́нко (род. 4 сентября 1986, Киев) — украинский пианист.

## Биография
Окончил Киевскую специальную музыкальную школу им. Лысенко (класс Н. Гридневой), продолжил обучение в Национальной музыкальной академии Украины им. П. И. Чайковского
(класс Б. Г.Фёдорова). С 2005 года по 2010 — студент, с 2010 года по 2013 год— аспирант
Московской государственной консерватории им П. И. Чайковского в классе профессора В. В. Горностаевой, у которой работал ассистентом.
Стипендиат фондов В.Спивакова, М.Ростроповича, Ю.Башмета, «Русское исполнительское искусство», лауреат Молодёжной премии «Триумф» (2004).

## Премии на международных конкурсах
1998 — Международный конкурс юных пианистов Владимира Крайнева (III премия);

1999 — Международный конкурс молодых пианистов памяти Владимира Горовица (II премия) 

2000 — Международный юношеский конкурс пианистов им. Прокофьева в Санкт-Петербурге (III премия);

2001 — Международный конкурс пианистов им. Ференца Листа в Будапеште (III премия и бронзовая медаль); 

2004 — Международный конкурс пианистов им. Марии Каллас в Афинах (Гран-при);

2006 — Международный конкурс пианистов им. Джины Бахауэр в Солт-Лейк-Сити (III премия);

2008 — Международный фортепианный конкурс Республики Сан-Марино (II премия в категории «Лучший дуэт», вместе с Андреем Гугниным);

2010 — Международный конкурс музыкантов в Сендае (I премия);

2011 — Международный конкурс им. Ф. Шуберта в Дортмунде (I премия);

2012 — Международный конкурс пианистов Марии Канальс в Барселоне (III премия);

2013 — Конкурс пианистов имени Вана Клиберна (I премия и золотая медаль)

## Концертная деятельность
Вадим Холоденко много концертирует как солист, артист ансамбля, а также — в сопровождении симфонических оркестров. Не раз с успехом выступал на лучших сценах Москвы (Большой, Малый и Рахманиновский залы консерватории, Концертный зал им. П. И. Чайковского, Московский международный Дом музыки), Санкт-Петербурга и других городов России. Гастролировал по Украине, в Австрии, Венгрии, Польше, Румынии, Германии, Греции, Италии, Франции, Хорватии, Чехии, Швейцарии, США, Израиле, Китае. Имеет записи на венгерском и греческом радио.
В. Холоденко участвовал в фестивалях «Музыкальный Олимп» (2005), «Балтийские сезоны» (2007) и других престижных музыкальных форумах в России и за рубежом, в уникальном проекте «Steinway-парад» в Московском международном Доме музыки (2009, в дуэте с А. Гугниным).
Вадимом записан ряд дисков, включающих сочинения Шуберта, Шопена, Рахманинова и Метнера. В 2007 г. Вадим Холоденко и Андрей Гугнин создали фортепианный дуэт под названием «iDuo». В 2008 г. они стали обладателями 2 премии на конкурсе в Сан-Марино, одном из наиболее престижных конкурсов для фортепианных ансамблей. В 2010 г. дуэтом был записан диск (лейбл «Delos»)
С 2004 г. Холоденко постоянно сотрудничает с оркестром «Новая Россия» (художественный руководитель — Юрий Башмет, дирижёры Е. Бушков, К. Ванделли). Выступал также с ГАСО им. Светланова под руководством М. Горенштейна, Симфоническим оркестром Государственной Капеллы Санкт-Петербурга во главе с В. Чернушенко, Симфоническим оркестром Национальной Филармонии Украины (дирижёры Н. Дядюра, Т. Комацу), Государственным симфоническим оркестром Украины (дирижёр В. Сиренко), Молодёжным симфоническим оркестром Danubia (дирижёр Дж. Бизанти), Симфоническим оркестром Венгерского радио (дирижёры Т. Вашари, А. Лигети), Сегедским симфоническим оркестром (дирижёр Ф. фон Сита-Фричаи), симфоническим оркестром города Яссы (Румыния, дирижёр Г. Костин) и многими другими.

## Творческая характеристика
Репертуар В. Холоденко широк: от музыки барокко до сочинений современных авторов. Заметное место в репертуаре занимают сочинения С. В. Рахманинова.
В. Холоденко — автор фортепианных обработок романсов Рахманинова «Мелодия», «Крысолов» и хора «Белилицы, румяницы» из цикла Три русские песни для хора и оркестра.

Увлекается джазовой импровизацией, автор транскрипции на темы британской рок-группы «Radiohead» под названием «I will never hear Radiohead in Moscow».
Исполнительский стиль В. Холоденко отличается интеллигентностью и филигранностью, технической оснащенностью без напускного виртуозничанья. Пианисту свойственны гибкость, мягкость и естественность высказывания. Его игра лишена внешних усилий, изысков и потуг. При этом музыкант как бы оставляет слушателя один на один с музыкой, пытаясь преодолеть извечную формулу «композитор — исполнитель — слушатель» (по Б. Асафьеву) и достичь принципиально иной триады «космос — музыка — слушатель». Вадим считает, что «самое лучшее для музыканта, когда он играет на концерте, это чтобы о нём забыли».
Греческий музыкальный критик Г. Киркос-Таяс, в статье, посвященной В. Холоденко, пишет:
«Наиболее сильно впечатлило меня в игре молодого музыканта не его техническое мастерство, но сочетание врожденной музыкальности с серьезностью в подходе к музыке, что не часто встречается в таком молодом возрасте: его горделивая осанка, умение спокойно держать себя на сцене, может создать впечатление, что перед нами художник как минимум на десять лет старше. Это качество помогло пианисту донести в своей интерпретации особую поэзию, где каждая нота была проникнута чувством» .

Алёна Баева, известная молодая российская скрипачка, отмечает, что
«Холоденко прекрасен. Всё прозрачно, ничего лишнего, ни капли „переигранности“ — как это сейчас редко. Всё подчинено смыслу, неограниченные возможности». 
Бельгийский обозреватель Мартин Мерге, характеризуя выступление В. Холоденко на Конкурсе имени Королевы Елизаветы, писал:
Лучшим моментом вечера стало выступление двадцатилетнего украинца Вадима Холоденко, который подкупил публику личностным высказыванием, волшебными красками, динамикой, способной передать все градации и оттенки звука.
Елена Лебедева, pr-директор музыкального коллектива «Алексей Айги и 4:33», пишет о Вадиме:
«… когда Вадим играет Рахманинова, реально на одном конце света отступают цунами, а на другом перестают лить многодневные дожди, карманник возвращает спионеренный кошелек, алкоголик выходит из запоя < …> Пианист Вадим Холоденко — must have прошедших сезонов сделал мое лето и жизнь. У него такой теплый украинский голос, что если позвонить, то как будто съездила на море. Читать его тексты еще круче — по прочтении кажется, будто окончила Оксфорд. Ну а если усадить его за инструмент, то это полнота бытия без кавычек.
Он умеет поражать, спасать, обогащать и устраивать твое будущее.
Я выписывала уже, что когда он за инструментом, повышается иммунитет, улучшается работа жизненно важных органов, а все остальное работает в режиме лифта — вверх, вниз, вверх, вниз. Он — гордость нашей нации, её надежда и опора, несмотря на украинское гражданство.
Холоденко, мать его, наше новое психотропное оружие, мощнейший элемент влияния и пятый элемент».

Андрей Гугнин, партнёр В. Холоденко по фортепианному дуэту iDuo:
Вадим - феноменальный пианист. Мы часто выступаем вместе, в 2010 году на американском лейбле «Delos» вышел диск нашего дуэта с пьесами Рахманинова, Равеля и Дебюсси. Я никогда не видел, чтобы какой-либо пианист так читал с листа, как это делает Вадик. А с какой легкостью он играет! Таких возможностей — технических и стилистических — я ни у кого еще не встречал. Помню, как он репетировал с гобоистом и дирижером Алексеем Уткиным, а я переворачивал Вадиму страницы. Алексей Уткин попросил сыграть новую пьесу и поставил ноты. Вадим сыграл абсолютно все, что там было написано, со всеми нюансами, то есть практически как на концерте.  Я этому очень поразился.  До сих пор помню, как он играл «Петрушку» Стравинского, как будто это ничего ему не стоит. Когда мы готовились к концклассу и разбирали оперы, Вадим сразу читал с листа все голоса….

## Личная жизнь
В ноябре 2015 года подал на развод. 17 марта 2016 года в своем доме в городе Бенбрук (штат Техас) Холоденко обнаружил убитыми двух дочерей - Нику Холоденко 5 лет и Микаэлу Холоденко 1 года. Их 31-летняя мать Софья Цыганкова, имеющая российское гражданство, обвиняется в убийстве. В настоящее время женат на российской скрипачке Алёне Баевой. У пары есть дочь.